# Філіппсола
Філіппсо́ла (рос. Филиппсола, марій. Филиппсола) — присілок у складі Звениговського району Марій Ел, Росія. Входить до складу Шелангерського сільського поселення.

## Населення
Населення — 471 особа (2010; 469 у 2002).
Національний склад (станом на 2002 рік):
- марі — 93 %